# كاثي بيليتييه
كاثي بيليتييه (بالإنجليزية: Cathie Pelletier)‏ (1953 في الولايات المتحدة)؛ روائية أمريكية. درست في جامعة مين.

## روابط خارجية
- كاثي بيليتييه على موقع ميوزك برينز (الإنجليزية)